# Слепота
Вижте пояснителната страница за други значения на Слепота.
Слепотата (на латински: Anopia) е състояние на функционална загуба на зрително възприятие, което може да се дължи на офталмологични или неврологични причини.
В зависимост от механизма на възникване слепотата може да бъде вродена и придобита. В зависимост от продължителността на състоянието слепотата може да бъде временна и постоянна. В зависимост от степента на загуба на зрение, слепотата може да бъде пълна или частична – в резултат на заболяване, включително наследствено и прогресивно, или травма.
Разработвани са различни модели, които да опишат степента на зрителна загуба като целта е да се определи нивото на зрителното възприятие. Пълната слепота се изразява в пълната липса на визуално възприятие на светлината и клиничната му формулировка се нарича „липса на светлинно възприятие“.

## Епидемиология
Световната здравна организация оценява за 2002 г. наличието на 161 милиона хора със зрителни увреждания (около 2,6% от цялата популация). От тях 124 милиона (около 2%) имат намалено намалено зрение и 37 милиона (около 0,6%) са напълно слепи. Водещите причини за увреждане на зрението са катаракта, некоригирана аметропия (късогледство, далекогледство, астигматизъм), глаукома, макулодистрофия.
В световен мащаб значително повече хора от развиващите се страни страдат от увредено зрение, както и сред тях има много по-висок риск от развитие на слепота.
В страните от третия свят, там където средната продължителност на живота е много по-ниска главните причини за зрителни нарушения са катаракта и водни паразити – и двете лечими. Голяма част от засегнатите могат да възвърнат частично или напълно зрението си при правилно лечение.

## Етиология

### Аномалии и травми
Очните травми, най-често срещани при хора под 30, са водещата причина за мононуклеарна слепота (загуба на зрение на едното око) в развитите страни. Травмите и катарактата засягат самото око, докато аномалии като хипоплазия на очния нерв засягат отвеждането на сигнала от окото до зрителната зона в мозъчната кора, което води до намалена зрителна способност.
Пациенти с увреждания на оптичния лоб на главния мозък, въпреки напълно здравите си очи и зрителни нерви, могат да бъдат напълно слепи.

### Генетични дефекти
Хора с албинизъм често имат загуба на зрения в различна степен, макар че малко от тях не могат да виждат в действителност. Вродената амавроза на Лебер причинява сериозна загуба на зрение или пълна слепота от раждането до ранното детство.
Напредъка в картирането на човешкия геном доведе до индентифицирането на различни генетични причини за намалено зрение и слепота. Такъв пример е синдрома на Барде-Бидл.

### Отравяне
Рядко слепота може да бъде причинена от определени химикали. Добре познат е примерът метанол, който е умерено токсичен и слабо интоксикиращ, но когато не е в конкуренция за метаболизиране с етанол, метанола се преобразува до формалдехид и мравчена киселина, които на свои ред причиняват слепота, а понякога по-сериозни увреждания и смърт.

Според Световната здравна организация най-честите причини за слепота по света са:
1. катаракта (47,9%),
2. глаукома (12,3%),
3. макулодистрофия (8,7%),
4. замъгляване на роговицата (5,1%),
5. диабетна ретинопатия (4,8%),
6. вродена аномалия (3,9%),
7. трахома (3,6%),
8. онхоцеркоза (0,8%).

Катарактата е виновна за повече от 22 милиона случая на слепота, глаукомата за 6 милиона, а на проказата и onchocerciasis са жервти около един милион в световен мащаб. Броят на загубилите зрението си вследствие на трахома намалява драстично за последните 10 години от 6 на 1.3 милиона, като така се нарежда на седмо място сред топ причинителите на слепота. Ксерофталмията засяга около 5 милиона деца всяка година като 500 хиляди от тях получават усложнения засягащи роговицата, а при половината се стига до загуба на зрението. Улцерация на роговицата, също е значима причина за мононуклерана слепота по света, като се оценява, че е причина за роговична слепота при 850 хиляди нови случая само на Индийския субконтинент. В резултат сумарно всички видове увреждания на роговицата се нареждат на четвърто място сред причинителите на слепота..
Населението от развиващите се държави страда в значително по-висока степен от зрителни нарушения следствие от болести и състояния лечими в развитите държави. Докато проблемите със зрението се срещат със съизмерима честота при хората над 60-годишна възраст, то тези при децата са много по-разпространени сред най-бедните общества.
Връзката между нищетата и лечимите зрителни смущения е още по-ясна, ако се прави сравнение по региони. Повечето нарушения при възрастните от Северна Америка и Западна Европа са следствие от старческа макулодистрофия и диабетна ретинопария. Двете състояния са практически неизлечими.
В развиващите се страни, където и средната продължителност на живот е по-къса, най-честите виновници за слепота са катарактата и различни водолюбиви паразити, като и двете са ефективно лечими. От вероятно съществуващите 40 слепи хора разпръснати по целия свят, при 70 – 80% чрез нужното лечение могат да възстановят частично или напълно зрението си.
В развитите държави, където по принцип паразитните заболявания са по-редки, а оперативното лечение на катаракта е възможно, макулодистрофия, глаукома и диабентна ретинопатия са водещите причини за слепота.
Слепотата често е в комбинация с друго заболяване като умствено изоставане, аутизъм, церебрална парализа, глухота и епилепсия. При изследване на 228деца със зрителни смущения В Атланта, САЩ в периода 1991 до 1993, при 154 (68%) е установено наличието на допълнително заболяване освен слепотата. Състоянието на едновременна слепота и липса на слух се обозначава като слепоглухота.